# وانگ زینگ
وانگ زینگ (انگلیسی: Wang Ziling؛ زادهٔ ۱ ژانویهٔ ۱۹۷۲) بازیکن والیبال اهل چین است.